# آرينسبورغ
آرنسبورغ (بالألمانية: Ahrensburg) هي بلدة ألمانية تقع في ألمانيا في شليسفيغ هولشتاين. يقدر عدد سكانها بـ 31,652 نسمة .

## المدن التوأمة
مدن إيسبلوغاس دي يوبريغات، فيلياندي، Feldkirchen in Kärnten ولودفيغسلوست هي مدن توأمة لـآرنسبورغ.

## أعلام
- هاينز شوبرت
- هيلموت هاس